# Leichtathletikhalle Erfurt
Die Leichtathletikhalle Erfurt, gelegentlich auch als Leichtathletikhalle am Steigerwaldstadion bezeichnet, befindet sich in der thüringischen Landeshauptstadt Erfurt. Genutzt wird sie als Trainings- und Wettkampfstätte für Leichtathletik, weitere sportliche und kulturelle Veranstaltungen sowie als Sportstätte des Olympiastützpunkts Thüringen.

## Lage
Die Leichtathletikhalle ist Bestandteil des Sportzentrums Erfurt-Süd im Viertel Südliche Löbervorstadt. In direkter Nähe befinden sich das Steigerwaldstadion, das Eissportzentrum Erfurt (mit der Gunda-Niemann-Stirnemann-Halle), zwei weitere Sporthallen, die Schwimmhalle Süd (Roland-Matthes-Schwimmhalle), das Sportgymnasium Pierre de Coubertin und der Südpark.

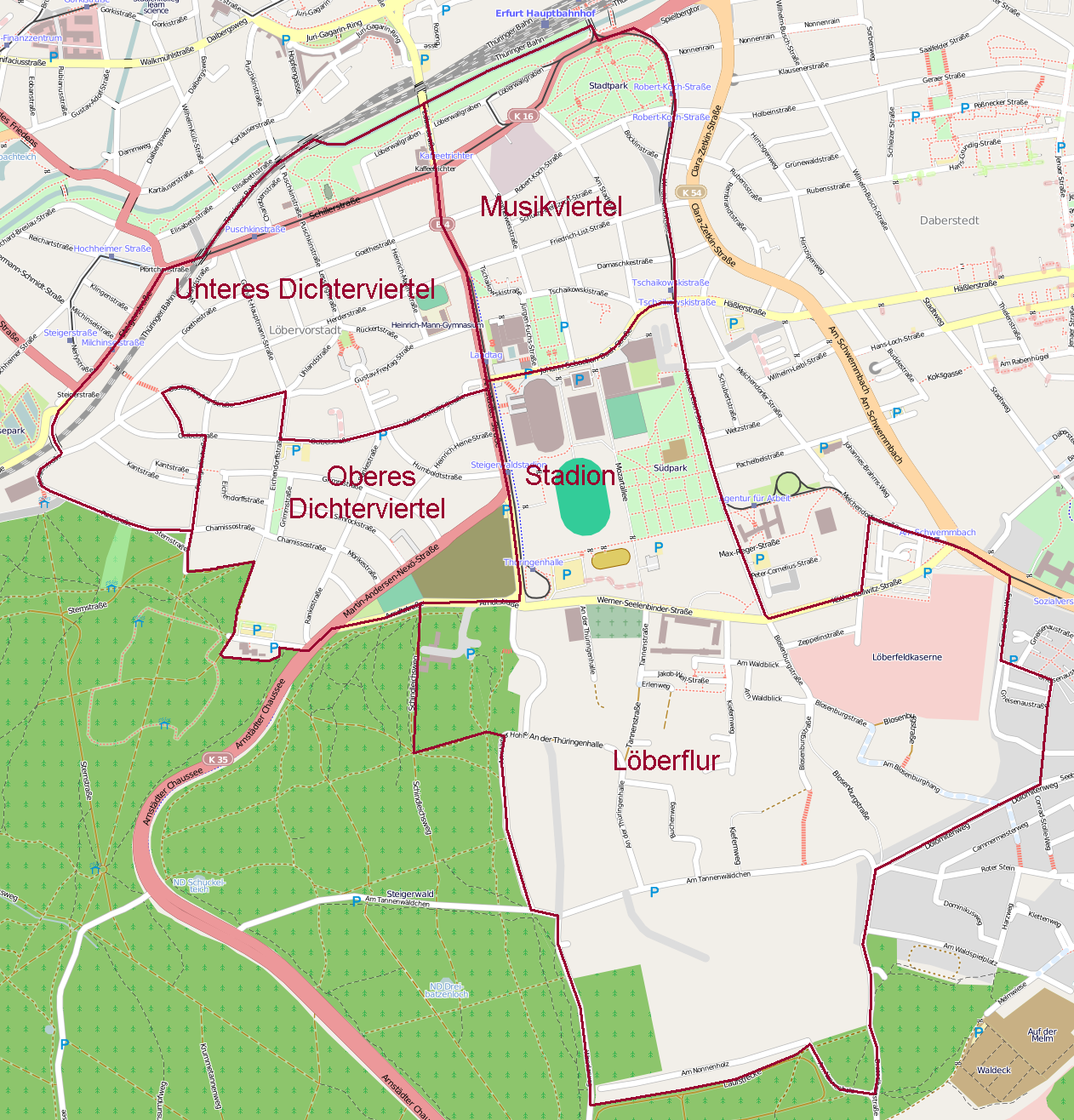
Die Viertel der Löbervorstadt

## Gebäude
Die Halle hat eine Grundfläche von 9200 Quadratmetern mit einer maximalen Hallenlänge von 135 Metern und einer maximalen Hallenbreite 77 Metern, mit einer sportlich nutzbaren Halleninnenfläche von ca. 5700 Quadratmetern. Die Baukosten waren auf 22 Millionen Euro veranschlagt, wovon die Bundesrepublik Deutschland die Hälfte trug, den Rest finanzierten Land und Kommune. Am 31. Mai 1994 wurde die Halle übergeben.

## Ausstattung
Die Halle verfügt über:
- 200-m-Rundlaufbahn mit 4 Kunststofflaufbahnen
- 130-m-Sprintstrecke mit 6 Bahnen
- 60-m-Sprintstrecke mit 8 Bahnen
- Wettkampfanlagen für Weit-, Drei-, Hoch- und Stabhochsprung sowie Kugelstoßen
- Trainingsanlagen für Speer- und Diskuswurf vorhanden
- Tribüne mit 950 Zuschauersitzplätze eingebaut
- zwei Krafträume
- vier  Umkleideräume für Sportler
- einen medizinischen Bereich mit Sauna und Unterwassermassage
- Räume für Personal und Kampfrichter

Auf der Westseite ist eine Tribüne mit 950 Sitzplätzen.